# Hypolycaena philippus
Hypolycaena philippus är en fjärilsart som beskrevs av Fabricius 1793. Hypolycaena philippus ingår i släktet Hypolycaena och familjen juvelvingar. Inga underarter finns listade i Catalogue of Life.

## Bildgalleri

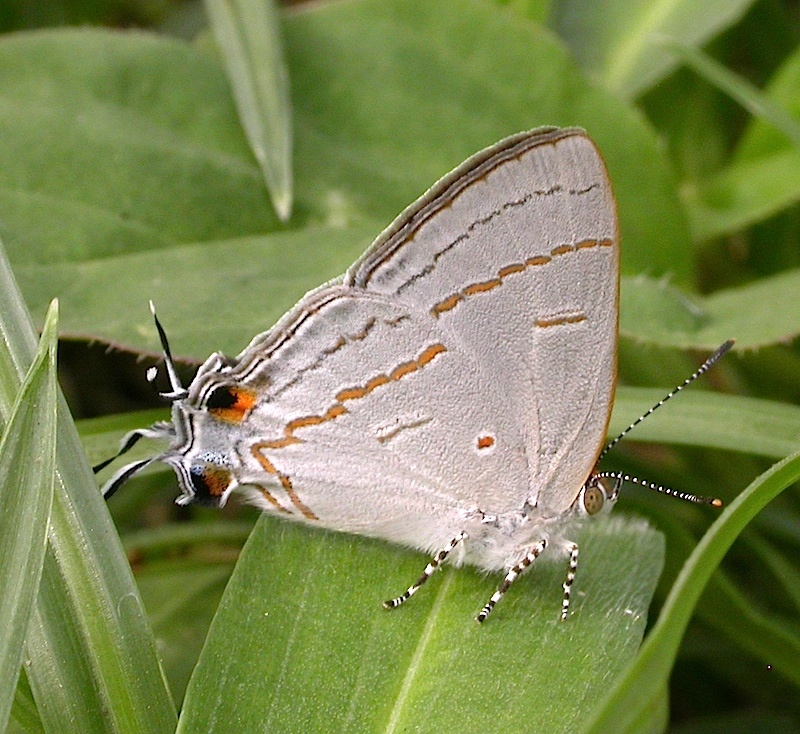
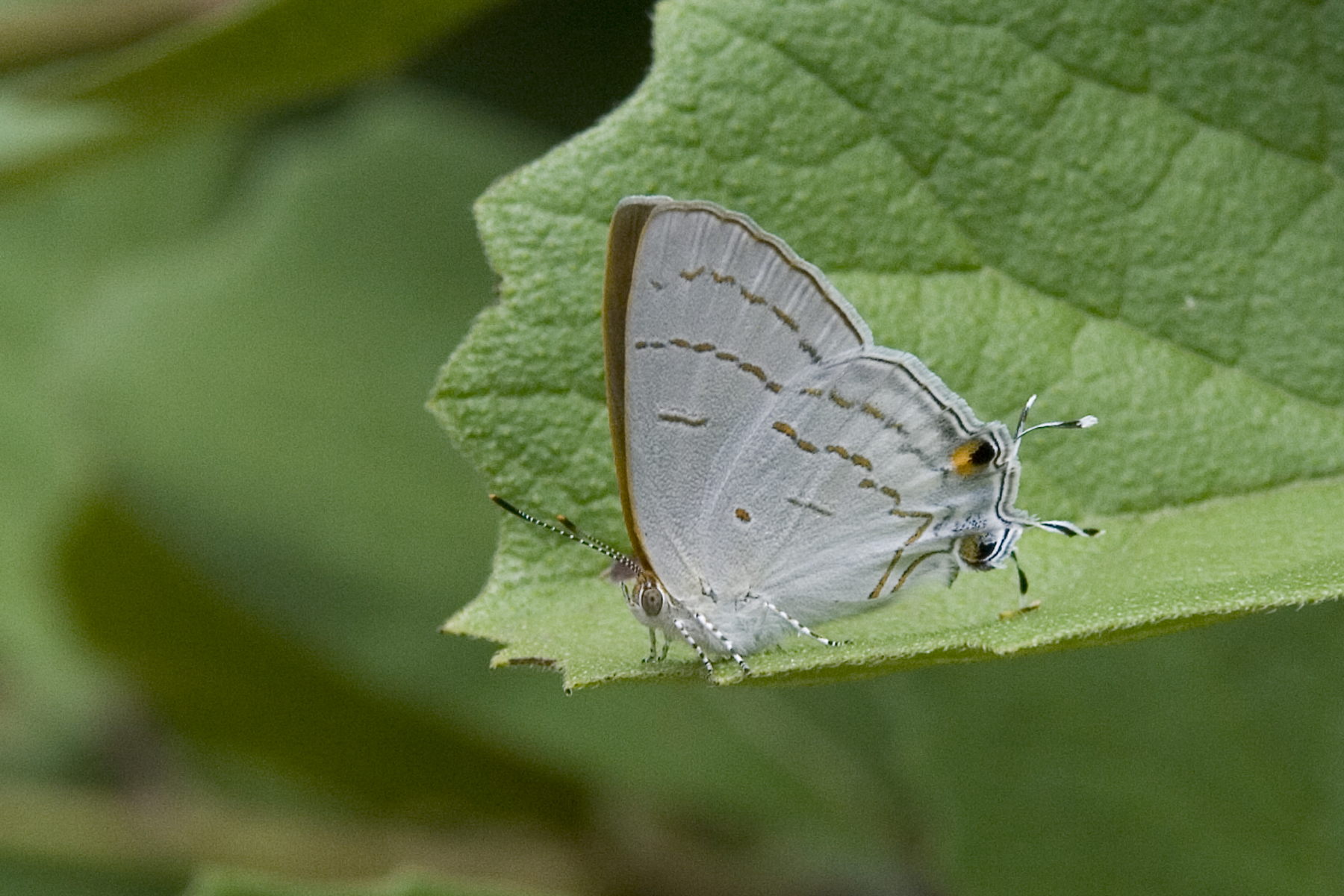
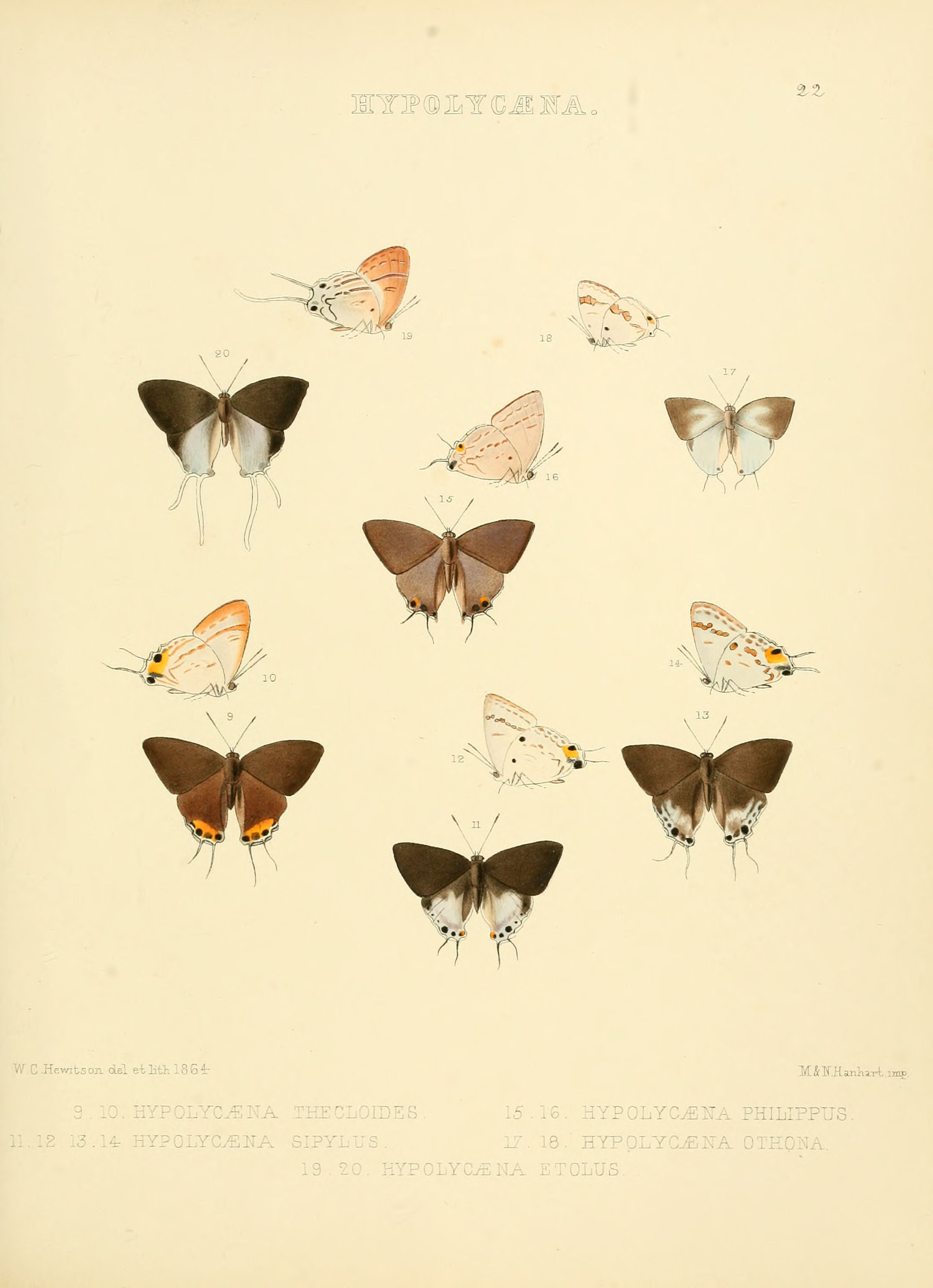